# 蔡文甫
蔡文甫（1926年8月26日—2020年7月15日），江蘇鹽城人，臺灣圖書出版業者、小說家。原名世堯，曾改名竹生，筆名有丁玉、丁田和陳程等。1950年隨中華民國國軍撤退遷台，陸續擔任軍職、教職、報社記者等工作，1978年創辦九歌出版社，發掘臺灣各類文學作家，2005年獲新聞局頒發的金鼎獎「特別貢獻獎」，表彰其在文壇的功勳。

## 江蘇時期

### 求學時期
1926年（民國15年）農曆七月十九，蔡文甫生於江蘇鹽城馬廠鄉，為家中么子，上有七名兄姊，父親蔡森林、母親邱氏，其母於蔡文甫上中學前過世。長兄蔡天培生於1911年（民國元年），自學成材，十七歲便出任鄉長，1930年初當時值對日抗戰期間，經濟與生活條件皆不佳，蔡天培仍努力開辦鄉中「改良私塾」，蔡文甫得以幼承庭訓，1938年轉入新式的建陽小學就讀也未有成績落後之問題。1940年，蔡文甫就讀建華中學僅39日，因共軍入鎮，學校永久停課，蔡文甫自此失學；十五歲起開始協助家中磨坊工作，依此買賣為生。:457-458

### 青年時期
1945年，蔡文甫考入憲兵學校就讀，1947年離開憲兵隊，參加江蘇省宜興縣地方行政幹部訓練，短暫擔任兩年鎮公所戶政幹事，但1949年國共內戰戰火延燒，四月份共軍渡江、中華民國國軍撤退，只得隨鎮長李光旭撤退至杭州，自此與家中父老失去聯繫。後又隨國軍退駐寧波，其中舟山群島輪留派駐各島嶼將近一年，1950年四月搭乘擁擠不堪的貨輪前往台灣，登陸基隆港，全連駐紮板橋酒廠，從此長住台灣，時年24歲。:458-459、151

## 台灣時期

### 軍職時期
1950年甫到台灣，蔡文甫便報考無線電技術訓練班，成為電報收訊人員，暇時可閱讀大量文學經典與聆聽各處講座，期間以「丁玉」為筆名，投稿短篇〈希望〉順利在《中華副刊》刊登，開啟蔡文甫日後成為作家的契機。擔任軍職人員時日益久，蔡文甫自覺衣食固然無虞，卻無人生目標可言，終究有負長兄期許，開始萌生到外頭另行謀職的念頭，而蔡文甫由於沒有高中畢業證書，須通過普通檢定考試及格，才能參加公務人員任用的考試，為此展開苦讀自學。:153-174
1953年六月，蔡文甫獲得普通行政人員檢定考試及格證書、1955年11月，蔡文甫通過高等考試普通行政人員任用資格未久，無故被軍中人員毆打，卻反而面臨懲處，心生不滿，申訴未果，憤而申請離職，翌年1956年四月離開軍營，時年30歲。:189-200

### 教職、記者
蔡文甫退伍之後，第一份工作是在中華文藝函授學校擔任行政人員，但函校財務營運不善，蔡文甫只得另謀出路，因緣際會被同鄉的朱義昌引薦，1957年受邀擔任桃園大溪初級中學復興分班（今桃園市立介壽國民中學）的教師。:212-221
蔡文甫回憶起任職教員初期，因山區學生多是泰雅族人，「國語」程度普遍不佳，「數學」、「自然」等學科成績普遍反應較「語文類」好，後來來到汐止初中任教時，因自己是「江北佬」，說起國語亦是鄉音濃厚，溝通起來一開始頗為辛苦。:236、253
1958年，蔡文甫轉任汐止初中任職，同年獲聘為中華日報兼任汐止特約記者，生活趨於穩定，課餘時不斷在各大報投稿、發表小說創作，如《解凍的時候》、《雨夜的月亮》等作品，1960年代與1970年代堪稱蔡文甫創作的高峰期。:284-2871963年，37歲的蔡文甫與國史館展覽組服務的郁麗珍結婚，並與岳父岳母同住，填補自己未能孝親侍奉的缺憾。:296-299

### 副刊編輯
蔡文甫在汐止國中服務期間，便兼任汐止特派記者，1971年卻被中華日報社長楚崧秋破例拔擢為〈中華日報．副刊〉的編輯。後拜編輯職務因素，蔡文甫常與台灣多位文壇人士求稿、而時時有所往來，如梁實秋、何凡、陳若曦、漢寶德、余光中與王鼎鈞等均在此一時期結識，奠定下日後開辦出版的人脈。:336-344、354-358但因白色恐怖時期，一凡被有心人舉發涉嫌影射當局，編者與專欄作者無不戰戰兢兢，蔡文甫也曾因發表〈豬狗同盟〉一文，差點被控下獄。:341、304於是1978年蔡文甫開辦九歌出版社之後，勉強續任中華副刊編輯一年，便也再無心久留棧位，斷然辭職。:390-394

### 探親返鄉
蔡文甫1950年來到台灣，與親人斷絕音訊三十年，直到1980年才首次透過書信聯繫上對方，從回信中得知二哥與其他姊姊們分住上海、武漢，大哥蔡天培與父親蔡森林早於1963年、1966年先後逝世。1988年，蔡文甫與二哥蔡世知、三位姊姊會見於香港，兄弟姊妹闊別45年重逢。2001年，蔡文甫睽違半世紀親訪故里鹽城，一圓返鄉夙願，執筆寫下〈一抔黃土－武陵「漁人」回鄉記〉一文，收錄於《天生的凡夫俗子－蔡文甫自傳》序章。

### 逝世
2020年7月15日下午3時許，蔡文甫病逝於台大醫院，享耆壽95歲，8月2日舉行告別式，文化部部長李永得到場弔唁並代表頒贈總統褒揚令，由夫人郁麗珍代表受贈，褒揚令全文為：

九歌出版社創辦人蔡文甫，瑋質清徽，儒謹端愨。少歲國故頻仍，流離轉徙，參隨政府播遷，自持礱淬，載籍博綜。爰通過高等考試，執鞭桃園大溪、臺北汐止初中，兼任中華日報撰述委員、主筆等職。公餘宣勤操翰，汲取多元在地題材，悉力兒少小說推廣；直抒心靈感悟剖析，尋求創新突破基點，尤以《雨夜的月亮》、《解凍的時候》、《天生的凡夫俗子》等雋品稱頌，切情入理，鋒穎精密；筆塚研穿，辭意曉然。嗣堅秉「為讀者出好書」誓念，啟設九歌出版社、文學書屋暨文教基金會，蘊蓄本土深耕思維，賡揚文化承續使命；籌策後輩培植計畫，體現獎掖提攜高懷，復彙編《中華現代文學大系》、《臺灣文學20年集》、《華文文學百年選》等鴻篇，機杼獨出，睿旨幽隱；金匱典冊，牢籠百家。曾數度獲頒金鼎獎、中山文藝創作獎暨中國文藝協會榮譽文藝獎章等殊榮。綜其生平，踐履臺灣文學薪傳宿志，引領國人閱讀寫作風潮，前緒遐烈，卷帙芳流。遽聞嵩齡凋殞，悼惜彌殷，應予明令褒揚，用示政府崇禮才彥之至意。

總　　　統　蔡英文　　　　

行政院院長　蘇貞昌　　　　

## 創辦九歌
1970年代，時逢台灣出版業蓬勃黃金時期；蔡文甫1975年自汐止國中退休，除仍在中華日報副刊兼職之外，便賦閒在家。文友王鼎鈞遂鼓勵蔡文甫開辦出版社，王鼎鈞不僅願意提供書稿，亦願意資助蔡文甫湊足出版業的登記資本額（新台幣30萬），蔡文甫慨然應允，商請爾雅出版社代理發行業務:390-394，1978年正式開辦「九歌出版社」，蔡文甫時年已52歲。:390-394
九歌出版社開辦之初，蔡文甫自兼編輯，連同會計和發行部門，僅有三位員工；第一年刊行十四本文庫、三本叢刊，銷量幾乎全數破萬，翌年才開始加聘人手。1980年代，當年有不少文人開辦出版社，於是蔡文甫創辦的「九歌出版社」，便和「純文學出版社」、「大地出版社」、「爾雅出版社」與「洪範出版社」並稱「五小出版社」，蔚為一時佳話。
1987年，蔡文甫在師長朱義昌的推薦之下，接管原本出版體育及技能科教科書的「健行文化」，由於書系方向和九歌讀者性質完全不同，便仍保留健行文化舊名，替九歌出版集團另闢偏好保健、親子、兩性或勵志領域的讀者。
1991年，成立「九歌文教基金會」，贊助文學刊物與舉辦文學活動如「九歌現代少兒文學獎」、「九歌小說寫作班」等。
1995年，說服堅持不出書、正躺在病榻上的張繼高，出版《必須贏的人》，出版隔月張繼高病逝。
1996年，時年廿八歲的朱少麟寫出長篇鉅作《傷心咖啡店之歌》，因字數多達25萬字屢遭出版社退稿或被要求刪減，直到蔡文甫接過書稿，便決定「一字不刪」出版，造成台灣文壇轟動，銷量破20萬冊（累計2014年破50萬冊），而蔡文甫慧眼識朱少麟，創造所謂的「朱少麟奇蹟」。
2000年，蔡文甫未忍好友的出版社事業結束，便同意其接辦公司，改組並籌辦新的出版社，即「天培文化」，以出版翻譯文學、飲食文學和自然文學為主。天培文化之名乃是紀念兄長蔡天培栽培之恩的緣故，對此蔡文甫曾說：「如果不是關心我教育的天培，我只是一個目不識丁的農夫。」:441-442
2018年，九歌出版社為慶祝創社四十周年，推出《九歌40：關於飛翔、安定和溫情》一書，陳若曦、廖玉蕙、蕭蕭、張默、隱地、張曉風、向陽、陳雨航、阿盛等作家皆出席響應，高齡92歲的蔡文甫也勉力出席，面對台灣出版社走過黃金時代，爾今正面臨銷售低迷的跌宕時期，「一生和逆流搏鬥的人沒有悲觀的權利。」蔡文甫以濃厚的江淮鄉音如是說道。

## 文學作品
短篇小說
- 《小飯店裡的故事》，1958年。
- 《解凍的時候》，1963年。
- 《女生宿舍》，1964年。
- 《沒有觀眾的舞台》，1965年。
- 《飄走的瓣式球》，1966年。
- 《磁石女神》，1969年。
- 《霧中雲霓》，1969年。
- 《移愛記》，1973年。
- 《舞會》，1976年。
- 《變調的喇叭》，1977年。
- 《成長的故事》，2010年（收錄蔡文甫早期發表報章雜誌的故事）

中長篇小說
- 《雨夜的月亮》，1967年。ISBN 9789574446308
- 《玲玲的畫像》，1972年。ISBN 9789574447534
- 《愛的泉源》，1978年。ISBN 9789574448838

自傳
- 《天生的凡夫俗子－蔡文甫自傳》，2001年。ISBN 9789575608286

英譯本
- 王克難譯，《雨夜的月亮》（英語：Rainy Night Moon），1999年

## 外部連結
- 九歌文學網（页面存档备份，存于）
- 九歌文學國度的Facebook專頁
- 《天生凡夫閃亮的生命》用文學書寫人生的蔡文甫（页面存档备份，存于）
- 蔡文甫先生追思座談會 （页面存档备份，存于）